# Midland (Texas)
Midland település az Amerikai Egyesült Államok Texas államában, Midland megyében, melynek megyeszékhelye is. Lakosainak száma 132 524 fő (2020. április 1.).

## Népesség
A település népességének változása:

| 2010 | 111 147 |
| 2020 | 132 524 |